# Ctenophryne aterrima
Espèce
Synonymes
- Glossostoma aterrimum Günther, 1901
- Nelsonophryne aterrima (Günther, 1901)

Statut de conservation UICN

 LC  : Préoccupation mineure
Ctenophryne aterrima est une espèce d'amphibiens de la famille des Microhylidae.

## Répartition
Cette espèce se rencontre en Colombie, au Costa Rica, en Équateur et au Panama. Elle est présente pratiquement du niveau de la mer jusqu'à 1 600 m d'altitude,.

## Description
Ctenophryne aterrima mesure environ 55 mm. Son dos est noir intense.

## Publication originale
- Günther, 1901 : Reptilia and Batrachia, Biologia Centrali-Américana, Taylor, & Francis, London, p. 1-326 (texte intégral).